# Mbuna

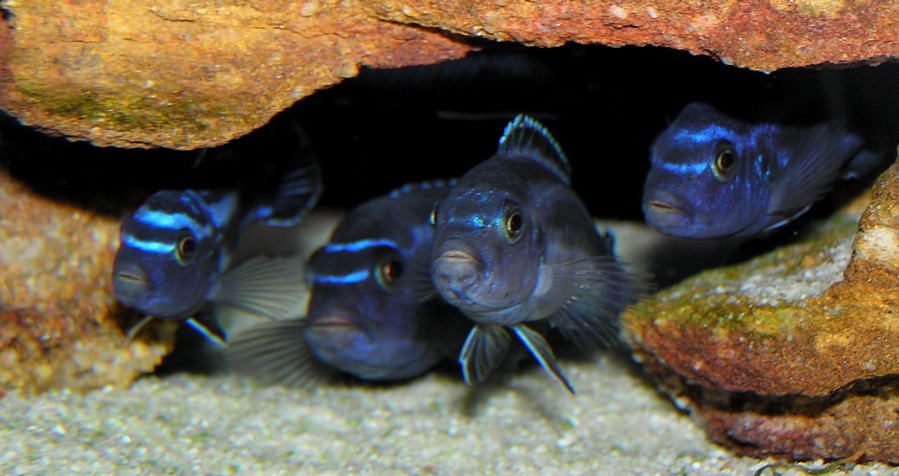
Melanochromis cyaneorhabdos i akvarium. Mbuna-ciklider söker gärna skydd i grottor och håligheter.

Mbuna är en delgrupp av de cirka 180 ciklidarter som lever i Malawisjön. Namnet är etablerat av lokalbefolkningen och gruppen karakteriseras av att de är tämligen små, ej över 20 centimeter och vanligen runt 10 centimeter. 
Namnet kommer från det lokala tongaspråket och betyder klippfisk, till skillnad från de större ciklider som lever i öppnare vatten, på större djup eller över sandbottnar och benämns utaka.
Mbuna lever i klippiga partier av sjön, där söndertrasade stenpartier bildar grottor och tunnlar där fiskarna kilar in och ut. De föredrar grunt vatten. Endast enstaka exemplar har funnits på 10 meters vattendjup och inga fiskar har observerats på större djup än 20 meter. De livnär sig i hög grad på "aufwuchs", det vill säga alger på stenar och stubbar, i viss mån växter, och man har i maginnehållet hos vissa arter också funnit blåalger.
Samtliga ciklidarter i Malawisjön är munruvare och bland mbunas ruvar honan äggen. De har inte någon utdragen yngelvård och när ynglen väl släpps ut överges de normalt av honan. Ynglen has oftast samma färger som honan.
Hos samtliga arter förekommer äggfläckar framförallt på hanens analfena, ibland även i bakre delen av ryggfenan eller nederdelen av stjärtfenan, ibland även hos honor.
Många mbunaarter förekommer i flera olika färgvarianter. Vissa färgsättningar förekommer hos flera arter som annars inte är mer lika varandra, till exempel OB, "orange blotch", som har en gul-rosa grundfärg med oregelbundna brun-svarta fläckar (se bild på Labeotropheus fuelleborni intill).

## Mbuna i akvarium

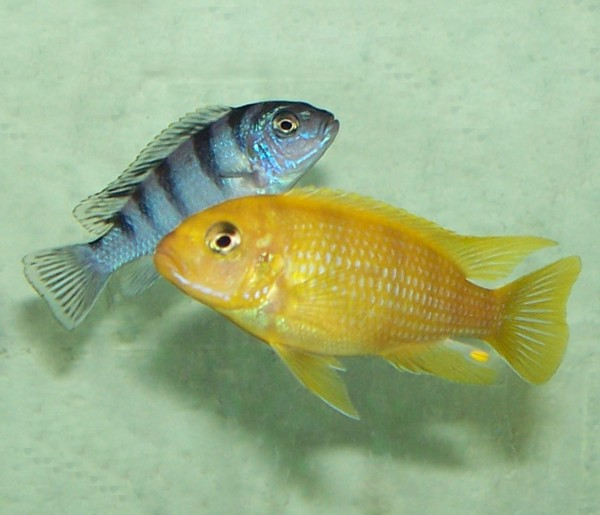
Hos de flesta afrikanska munruvarna är hanen grällt färgad medan honan är brun eller grå och ofta mindre, men bland mbuna-cikliderna är honan ofta lika färgrik som hanen, inte sällan med helt annan färgsättning. På bilden Maylandia lombardoi.

Mbunas är bland de färggrannaste sötvattenfiskar som kan hållas i akvarium. Hanarna är utan undantag aggressiva försvarare av sitt revir men om man tar hänsyn till detta så är arterna mestadels lätthållna akvariefiskar som inte är svåra att få att fortplanta sig. Lämplig akvariemiljö erbjuder gott om gömställen och stenar. Växter blir ofta uppgrävda och det är vanligt att helt utesluta växter i mbunaakvarier.
Botten bör vara sand eller småsten. Eftersom vattnet i Malawisjön håller högt pH-värde väljer många att blanda i kalksten eller korallsand. Akvariet bör vara åtminstone omkring 100 l för ungfiskar, närmare 200 l för vuxna fiskar. Fiskarna blir vuxna på mindre än ett år.
Mbunaciklider hålls ofta trångt, vilket undertrycker en del av aggressionen och sprider attackerna över fler individer så att inte de svagaste fiskarna jagas till döds.
Efter leken kommer honan att ruva äggen i munnen och äter då ingenting. Under den perioden är hon sårbar och om inte akvariet erbjuder tillräckligt skydd bör hon flyttas till ett separat akvarium. Infångandet av ruvande honor kan vara besvärligt och det är inte ovanligt att honan spottar ut äggen. Om hon ges chansen händer det att hon plockar upp dem igen. Ett vanligt tips är att fånga honan på sådant sätt att hon aldrig lyfts ur vattnet.

## Mbuna-ciklider
Många mbunaarter är vanligt förekommande i akvariehandeln. De saluförs ofta under det vetenskapliga namnet, ibland med något handelsnamn. Bara ett fåtal arter har etablerade handelsnamn. 
- Cyathochromis Trewavas 1935
- Cynotilapia Regan 1922
- Genyochromis Trewavas 1935
- Gephyrochromis Boulenger 1901
- Iodotropheus Oliver & Loiselle 1972
- Labeotropheus Ahl 1926
- Labidochromis Trewavas 1935

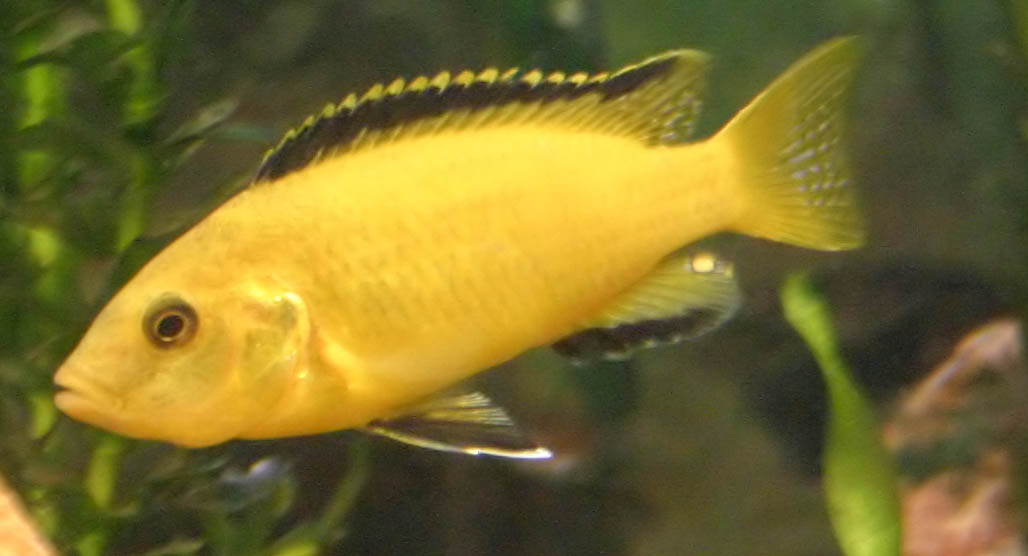
"Electric yellow", Labidochromis caeruleus.

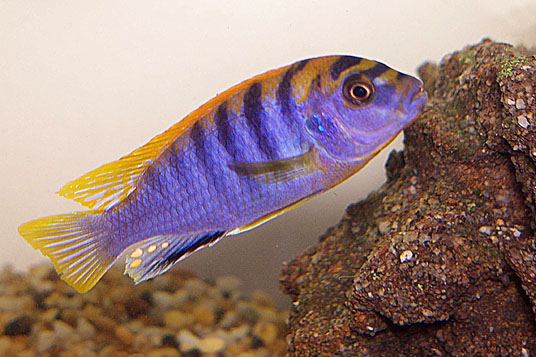
Labidochromis sp. Hongi

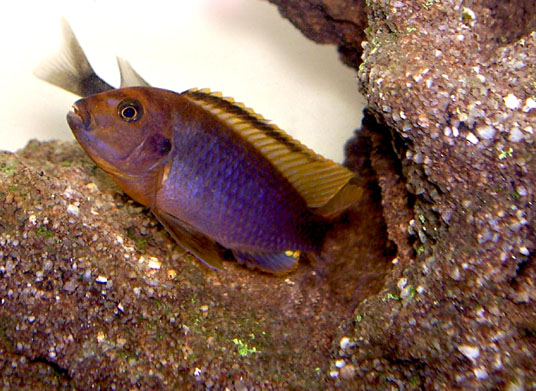
"rostciklid",Iodotropheus sprengerae

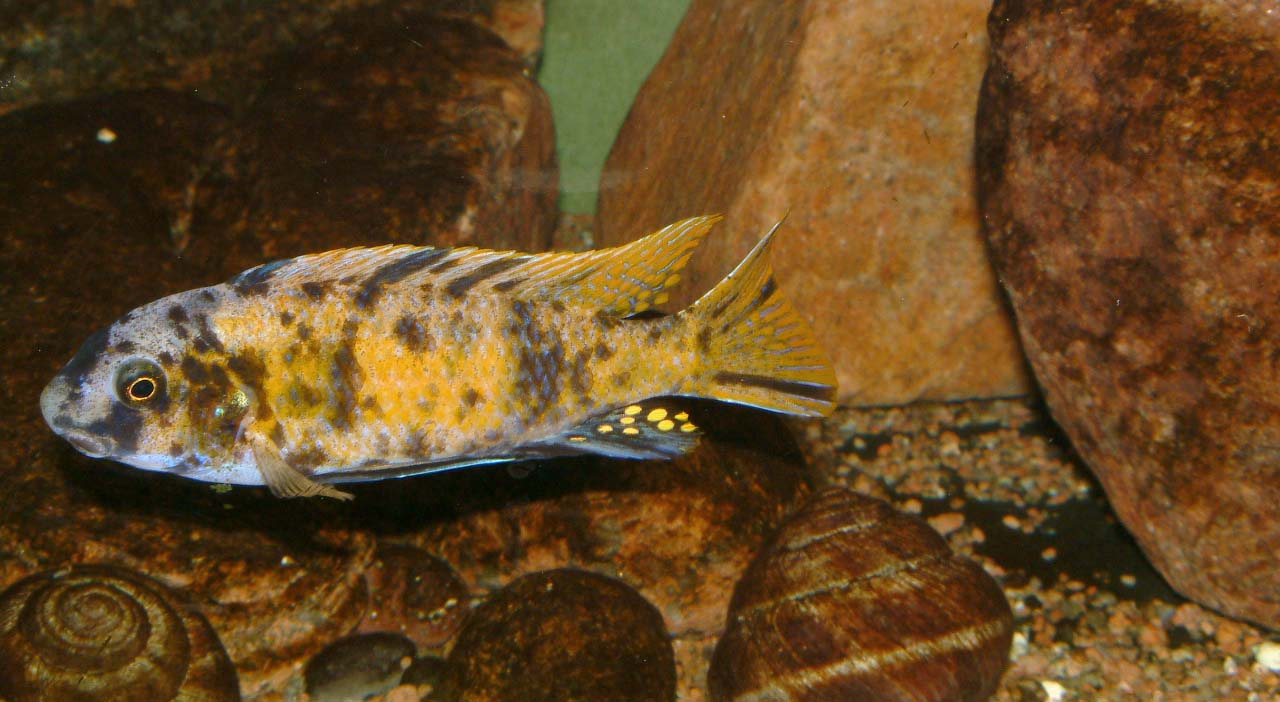
Labeotropheus fuelleborni

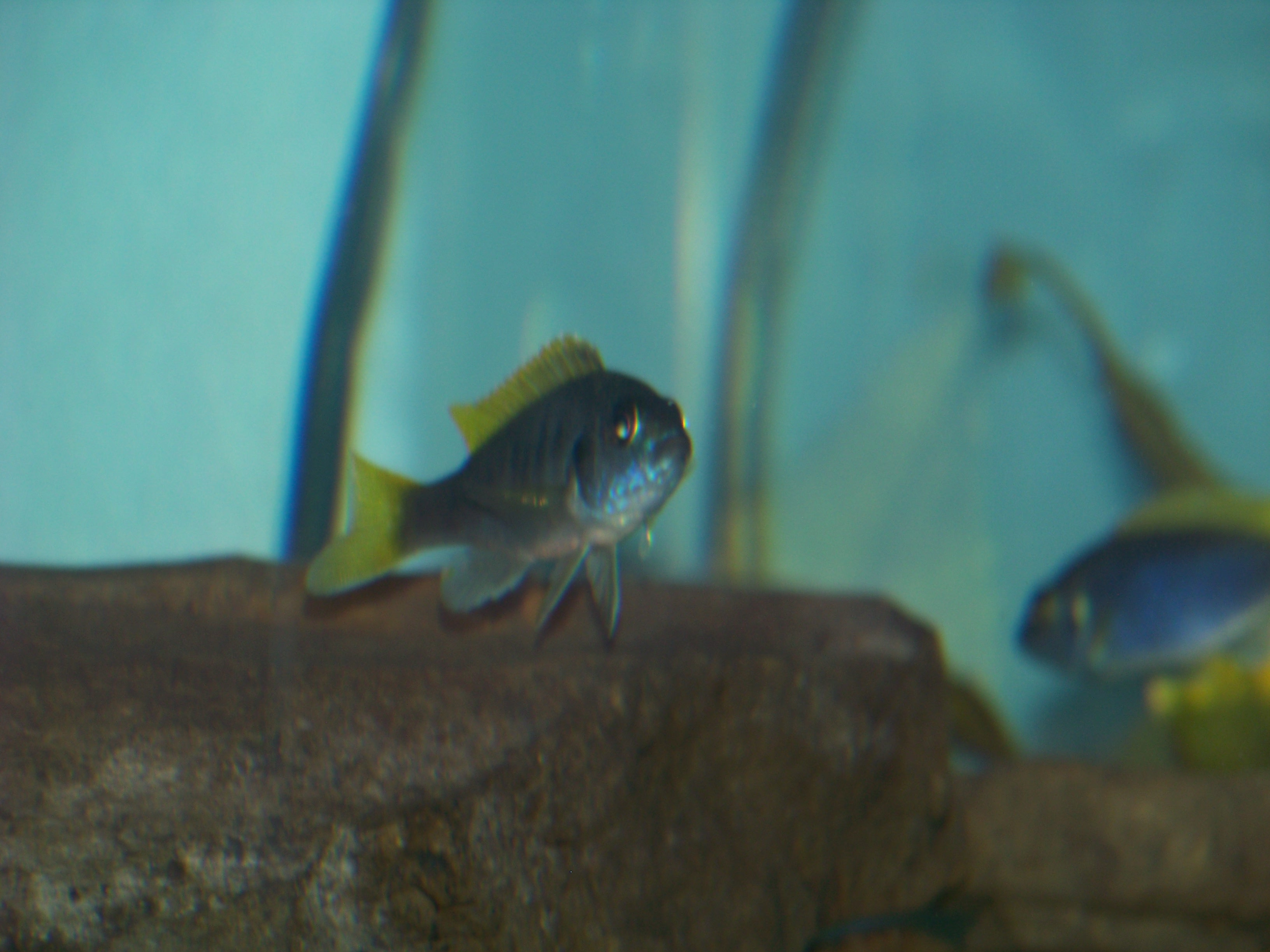
"Pseudotropheus acei

- Maylandia Meyer & Foerster 1984. (syn. Metriaclima Stauffer, Bowers, Kellogg, & McKaye 1997 [2])
- Melanochromis Trewavas 1935
- Petrotilapia Trewavas 1935
- Pseudotropheus Regan 1922